# Cartouche, prince des faubourgs
Cartouche, prince des faubourgs è una serie televisiva animata franco-tedesca in 26 episodi di 26 minuti ciascuno, creato da Eric-Paul Marais e trasmessa tra ottobre 2001 e febbraio 2002 sulla stazione televisiva francese M6 Kid. In Italia la serie è stata acquistata da Mediaset per la trasmissione su Italia 1 ma non fu mai trasmessa. 

## Trama
Questa serie presenta le avventure altamente romanzate di Louis-Dominique Bourguignon, soprannominato Cartouche, nella Parigi del XVIII secolo. Aiutato dai suoi amici della Corte dei Miracoli, Cartouche si oppone a Filippo II di Borbone-Orléans per migliorare la vita quotidiana dei parigini.